# Хассан ибн Сабит
Хасса́н ибн Са́бит аль-Хазраджи (араб. حسان بن ثابت‎; ум. 674) — арабский поэт, сподвижник пророка Мухаммада. Носил прозвище «поэт Посланника Аллаха».

## Биография
Его полное имя: Хассан ибн Сабит ибн аль-Мудир ибн Харам аль-Хазраджи. Родился в Медине, принадлежал к племени Хазрадж. В возрасте приблизительно 60 лет принял ислам. После принятия ислама не разлучался с пророком Мухаммадом.
Обладал поэтическим талантом и писал стихи в честь Мухаммада и мусульман. Из-за слабого здоровья не участвовал в сражениях, но поднимал боевой дух мусульманских бойцов своими стихами. Участвовал в различных диспутах, оказывал своими стихами идеологическую поддержку мусульманам.
Хассан был женат на Сирин, которая была сестрой наложницы пророка Мухаммада Марии. Сирин и Хасан прожили счастливую жизнь и у них родился сын Абдуррахман ибн Хассан, который продолжил поэтический путь своего отца.
Умер приблизительно в возрасте 120 лет.